# Mário Kaišev
Mário Kaišev (* 6. prosince 1972) je bývalý český fotbalista, obránce.

## Fotbalová kariéra
V československé lize hrál za Bohemians Praha. Nastoupil v 1 ligovém utkání. Ve druhé lize hrál za MUS Most, nastoupil v 92 utkáních a dal 5 golů.

## Ligová bilance
| Ročník                                   | Zápasy | Góly | Klub            |
| ---------------------------------------- | ------ | ---- | --------------- |
| 1. československá fotbalová liga 1992/93 | 1      | 0    | Bohemians Praha |
| 2. česká fotbalová liga 1997/98          | 26     | 2    | MUS Most        |
| 2. česká fotbalová liga 1998/99          | 26     | 1    | MUS Most        |
| 2. česká fotbalová liga 1999/00          | 30     | 2    | MUS Most        |
| 2. česká fotbalová liga 2000/01          | 10     | 0    | MUS Most        |
| CELKEM 1. liga                           | 1      | 0    |                 |